# Comunisme
El comunisme és una pràctica social i una teoria que s'ha manifestat al llarg de la història en diversos corrents, pràctiques i filosofies, les quals basen les seves propostes d'organització social en la igualtat absoluta d'oportunitats per a tothom, l'eliminació de les jerarquies i l'apropiació col·lectiva o la no-propietat dels mitjans de producció. El comunisme no pretén abolir la propietat privada en general, sinó només la propietat burgesa, és a dir, tota aquella que suposi una explotació sobre la classe treballadora.
En l'àmbit teòric, podem trobar-ne exemples des de Plató, passant per Thomas More i la seva Utopia i un bon grapat de reformadors medievals i moderns —on destaquen corrents radicals de la Reforma Protestant tals com l'anabaptisme o els radicals anglesos de mitjan segle xvii (levellers i diggers)—, fins a François-Noël Babeuf i la Conjura dels Iguals.
Com a forma d'organització social, en la pràctica podem trobar-ne la materialització en múltiples experiències de caràcter religiós (cristianisme primitiu, catarisme, anabaptisme, la revolta de Münster…) o en diverses revoltes socials principalment camperoles a l'Europa medieval i moderna. Més enllà de l'ús estricte del mot i de les societats de classes principalment europees que l'han originat de forma dialèctica, podem usar-lo per definir societats igualitàries sense propietat, que han existit arreu del món i al llarg de la història.
Contemporàniament —i com a ideologia social, política i econòmica— es basa principalment en les idees de Karl Marx i Friedrich Engels, exposades al Manifest del Partit Comunista, encara que posteriorment ha tingut altres aportacions importants, en què destaca sobretot l'obra de Lenin. Aquest lligam fa que avui dia s'identifiqui la paraula comunista amb el marxisme, tot i que hi ha moviments comunistes que difereixen de les tesis de Marx, com per exemple l'anarcocomunisme o el comunisme llibertari.
També com a pràctica i més enllà del socialisme real o d'experiències revolucionàries com el 36 aragonès o català, o bé el castrisme, podem considerar sota aquesta etiqueta diverses experiències de vida col·lectiva alternatives i contraculturals als anys 60 i 70 del segle xx (com les comunes associades, entre d'altres, al moviment hippie), i també per l'ús que en feien del concepte alguns dels seus primers protagonistes. En aquest sentit, hom pot veure elements d'aquesta forma d'organització social en les comunitats zapatistes o en el moviment okupa dels anys 90.

## Història
El comunisme s'ha desenvolupat organitzativament, a través de la història, per mitjà de diversos moviments polítics. Aquest desenvolupament s'ha dut a terme mitjançant la formació de les Internacionals Comunistes.

### La Primera Internacional
La Primera Internacional (AIT) fou la primera organització que reuní els sindicats i els partits polítics associats a la classe treballadora. Es fundà a Londres, durant una reunió entre treballadors, duta a terme a Saint Martin's Hall. El seu primer congrés es dugué a terme el 1866 a Ginebra. El 1872 la seva seu es traslladà de Londres a Nova York. En el seu moment, la Internacional arribà a comptar amb 1,2 milions de membres arreu del món, tot i que la seva gaseta oficial tenia una tirada de 8 milions.
En l'Associació Internacional dels treballadors s'evidenciaren els conflictes ideològics entre anarquisme i marxisme.
L'AIT no s'ha de confondre amb l'Associació Internacional dels Treballadors fundada molts anys després, entre 1922 i 1923 per anarquistes i anarcosindicalistes.

### La Segona Internacional
Després de diversos fracassos per refundar la Primera Internacional, es fundà el 1889 la Segona Internacional (SI), que agrupà diversos partits socialistes i laboristes. La SI és una part de la història del comunisme, únicament en referència als grups, a l'interior d'aquesta mateixa SI, que després formaren la Tercera Internacional, a causa del seu caràcter eminentment socialdemòcrata. La SI es dissolgué el 1916, després de l'inici de la Primera Guerra Mundial. La Segona Internacional assentaria les bases del que seria la socialdemocràcia actual.

### La Tercera Internacional

La falç i el martell, símbols del comunisme adoptats pels partits marxistes-leninistes a partir de la Tercera Internacional, tal com apareixien a la bandera de la Unió Soviètica.

En dissoldre's la Segona Internacional, els grups socialistes revolucionaris que s'havien oposat a la Primera Guerra Mundial convocaren la Conferència de Zimmerwald, al setembre del 1915, i la Conferència de Kienthal, l'abril del 1916. Aquestes conferències foren l'antecedent directe de la Tercera Internacional, també coneguda per la seva abreviatura en rus Komintern (Коминтерн, abreviatura de Коммунистический Интернационал, "Internacional Comunista"), la qual fou fundada en el seu primer congrés de Petrograd, el 1919, per iniciativa del Partit Comunista Rus (bolxevic), que molts anys després es convertiria en el Partit Comunista de la Unió Soviètica. La Tercera Internacional trencà definitivament amb els grups socialdemòcrates, i seguí les directrius marcades pel Partit Comunista Rus.
En aquesta internacional també es manifestà el conflicte entre estalinistes i trotskistes. Els trotskistes només reconeixen la legitimitat dels primers quatre congressos de la Internacional, que tingueren lloc abans de l'arribada al poder de Hitler a Alemanya, moment en el qual els trotskistes se separen definitivament de la Internacional i començaren la formació d'una Quarta Internacional.
El 15 de maig del 1943, després de celebrada la Conferència de Teheran, el Presidium del Comitè Executiu de la Internacional Comunista, «tenint en compte la maduresa dels partits comunistes», i per evitar els recels dels països capitalistes aliats, va decidir dissoldre la Internacional Comunista.

### Els partits comunistes a partir de la Revolució Russa

L'estrella roja, símbol utilitzat de manera recurrent per representar els partits comunistes o el comunisme en general, tal com apareixia a la bandera de la Unió Soviètica.

La primera revolució que seguia els postulats marxistes es va produir a Rússia el 1917. El líder del moviment, Vladímir Lenin, explicà aquesta imprevista (per Marx i Engels) resolució de les contradiccions capitalistes assenyalant que el capitalisme havia fallat en el seu «enllaç més dèbil». En efecte, Rússia era un país d'escàs desenvolupament industrial i de predominant base camperola semifeudal.
A partir de la Revolució russa, la denominació de comunista quedà restringida als partits marxistes que s'alinearen amb la Unió Soviètica. La revolució russa dugué a terme la supressió de la propietat privada a la indústria, creà cooperatives agràries, fomentant-ne la incorporació entre els camperols (convertida més tard, durant el règim estalinista, en col·lectivització forçosa) i avançà cap a la multiplicació dels mitjans de producció, al mig d'una guerra civil que durà quatre anys. Un dels primers objectius de Lenin fou electrificar Rússia (Lenin digué, en una ocasió, que el comunisme era «soviets més electricitat»).
Durant el govern de Stalin, la industrialització es feu a pas accelerat, ateses les circumstàncies internacionals. La Segona Guerra Mundial aguditzà el procés de creació d'indústria pesant i d'aliments, alhora que augmentà els controls estatals. Aquest període es caracteritzà per una etapa de transició cap al socialisme, a través de diversos plans quinquennals, en contrast amb la gradual concentració de poder polític en mans de la burocràcia del Partit i del Comitè Central, segons els partidaris de Stalin, necessària per les condicions de guerra. També comportà, a escala política, un augment de les persecucions polítiques, pel règim, als diferents sectors dissidents i d'oposició dins del Partit Comunista, estès més tard a la resta de la Tercera Internacional, el màxim exponent de les quals serà la Gran Purga.

### La Kominform
El 1947 fou creada la Kominform (Oficina d'Informació Comunista) com a substituta de la Komintern, i reunia els partits comunistes de Bulgària, Txecoslovàquia, França, Hongria, Itàlia, Polònia, la Unió Soviètica i Iugoslàvia. Fou dissolta, al seu torn, el 1956.

### La Quarta Internacional
A França, Trotski i els seus simpatitzants de l'Oposició d'Esquerra, després de ser expulsat aquest de la Unió Soviètica, a causa de la seva rivalitat amb Stalin (suportat per la burocràcia del Partit), consideraren que la Tercera Internacional havia quedat sotmesa a l'estalinisme i que seria incapaç de dur la classe treballadora al poder. En conseqüència fundaren la Quarta Internacional (QI).
A través de la seva història, la QI fou perseguida tant per diversos governs de països capitalistes com per la policia secreta soviètica i diversos partits membres de la Tercera Internacional. Els seguidors de la Unió Soviètica i més tard els maoistes consideren la Quarta Internacional i el trotskisme en general com un corrent il·legítim del marxisme, el bolxevisme i el comunisme.
La Quarta Internacional patí diverses escissions a partir de 1940. Des de llavors diverses organitzacions s'atribuïren l'exclusivitat com a representants o hereves de la Quarta Internacional, tot i que altres en reivindiquen el llegat o programa polític però, conscients de la dispersió existent, aposten per la seva reconstrucció.

### Els partits comunistes al segle XX
A cada lloc del món tingueren fortunes diverses, però poques vegades arribaren al poder. Les excepcions foren els països d'Europa de l'est, que estigueren sota el control del règim polític instaurat a l'URSS després de l'ascens al poder de Stalin (heretat pels successius governs), durant més de 40 anys, a partir de la derrota de l'exèrcit nazi i la conquesta militar de la regió per l'Exèrcit Roig després de la Segona Guerra Mundial. Tot i així tant Iugoslàvia com, posteriorment, Albània i Romania, mantingueren la seva autonomia, sovint amb importants discrepàncies amb Moscou. Fora dels països de l'est, els comunistes arribaren al poder a la República Popular de la Xina, Corea del Nord, el Vietnam i Cuba a través de revoltes armades o moviments guerrillers, dirigits o influïts pel seu respectiu Partit Comunista, amb suport camperol i de sectors populars.
A Xile, a començaments de la dècada del 1970, la Unidad Popular (UP) arribà al govern presidencial, després de guanyar amb el seu capdavanter Salvador Allende les eleccions de setembre del 1970. La coalició de govern era una aliança de partits i moviments d'esquerra que tenien representació no majoritària al parlament. El Partit Comunista conformava aquesta aliança juntament amb altres, com el Partit Socialista, l'Esquerra Cristiana, el Partit Radical, i el Moviment d'Acció Popular Unitària (o MAPU, escindit de la Democràcia Cristiana), entre d'altres. La seva principal consigna fou la «via pacífica al socialisme», base programàtica de l'aliança política al voltant d'Allende, però que no era defensada per tots els moviments revolucionaris presents al panorama polític de l'època. Aquesta via implicava la construcció del socialisme a través de les institucions pròpies de l'estat parlamentari burgès, seguint l'estratègia dels anomenats fronts populars d'establir governs sobre la base de la coalició electoral entre diferents forces polítiques considerades «progressistes» o populars. Aquesta experiència fou frustrada per la fèrria oposició de les forces de centre i dreta, que, amb el suport dels Estats Units, produïren finalment el cop d'estat del 73, amb la immediata conseqüència de l'aniquilació dels focus de resistència obrera (com els cordons industrials) liderats pel MIR o la facció marxista del MAPU, la mort del president socialista Salvador Allende, el tancament del parlament i l'establiment d'un règim militar, per continuar en els anys següents amb una repressió sostinguda i sistemàtica dels principals dirigents i activistes de totes les organitzacions polítiques i sindicals, tant del Partit Comunista com dels altres partits polítics que participaren en el govern de la Unidad Popular o hi donaren suport.
El moviment comunista internacional passà per diverses crisis al llarg del segle xx. La primera, relacionada amb l'allunyament de Lev Trotski de la conducció de la Unió Soviètica, a causa de les seves diferències amb Stalin. Trotski s'exilià a Mèxic, on fou assassinat per un agent, sota el comandament de la GPU: Ramon Mercader. L'ex-conductor de l'Exèrcit Roig postulava la revolució permanent. La segona gran crisi la provocà l'enfrontament de la Unió Soviètica i la Xina, quant a la política internacional. Des dels anys de l'encimbellament del feixisme a Europa, la Unió Soviètica sostingué una política d'unitat amb les forces democràtiques de la burgesia pels partits comunistes que actuaven al món capitalista i de coexistència pacífica amb l'imperialisme. El Partit Comunista de la Xina tenia una política de confrontació directa amb l'imperialisme, tot i que donava suport a acords amb les burgesies nacionals que s'hi confrontaven. Aquesta política provocà un altre cisma en molts partits comunistes. En la dècada del 1970, el comunisme pro-xinès virà cap a estranyes aliances, segons com fos la relació de cada govern amb Pequín.

#### Els partits comunistes després de la Segona Guerra Mundial
En acabar la Segona Guerra Mundial, la Unió de Repúbliques Socialistes Soviètiques (URSS), que agrupava els antics dominis del tsar, era una potència mundial. Amb la mort de Stalin, el 1953, sobrevingué la crítica als seus mètodes i el denominat culte a la personalitat, tolerats i afavorits des del poder. Aquesta etapa, abanderada per Khrusxov, fou coneguda com a etapa del desglaç. Això no impedí que, més tard, s'acusés també Khrusxov de mètodes autoritaris.
La República Popular de la Xina, sorgida després de la victòria, el 1949, de la direcció militar del Partit Comunista Xinès, liderat per Mao Zedong i sostingut per un nombrós exèrcit, una revolució camperola al medi agrari i una revolta estudiantil a la ciutat, seguí endavant amb el procés, en mig de creixents contradiccions, fins que començà a acceptar formes econòmiques mixtes des de la fi de la dècada del 1970, amb Deng Xiaoping, sense canviar el sistema polític de partit únic i encara exercint un fort control polític i policial estatal.
Després de la Segona Guerra Mundial, dos partits comunistes europeus, el francès i l'italià, creixeren fins al punt de convertir-se en forces polítiques clau als seus respectius països. Dominaven àmpliament el moviment sindical, tenien una important representació parlamentària i jugaven una complexa política d'aliances en el pla intern. Foren crítics, en molts aspectes, de la Unió Soviètica. Aquesta posició independent convertí ambdós partits en nucli de l'eurocomunisme, el tret distintiu del qual era la confiança en assolir el poder als països capitalistes a través de les eleccions pluripartidistes parlamentàries. L'eurocomunisme s'enfrontà en diverses ocasions amb el PCUS i acabà tenint un significatiu suport, especialment a Itàlia. El Partit Comunista Francès no modificà, tanmateix, el mètode de conducció centralista desenvolupat en èpoques anteriors. Menys rígid fou en aquell sentit el Partit Comunista Italià. Aquest, a més, dissenyà una política de compromís històric cap a la Democràcia Cristiana (centredreta) que significava molt més que eventuals aliances tàctiques. El Partit Comunista d'Espanya, menys poderós, se sumà a l'eurocomunisme, renunciant amb Carrillo a moltes de les reivindicacions del partit durant la transició de la dictadura franquista al nou règim constitucional, acceptant la monarquia i donant suport als Pactes de la Moncloa.

#### Els partits comunistes després de la caiguda de l'URSS
El 1991, després d'un procés de successius intents de reformes privatitzadores a l'àmbit econòmic, conegut com a Perestroika, que acceleraran la crisi interna, i pressionat per la Guerra Freda i les potències occidentals, el país sucumbeix davant les seves pròpies contradiccions, donant lloc a la desintegració de l'URSS i que les repúbliques que integraven l'URSS s'independitzin. La destrucció del Mur de Berlín, a la República Democràtica Alemanya, que separava la zona d'influència soviètica de la zona controlada per les potències occidentals (herència de la divisió territorial posterior a la Segona Guerra Mundial), és considerada un dels símbols de la caiguda de tot el bloc.
Després de la caiguda de la Unió Soviètica, els partits comunistes patiren transformacions i divisions arreu del món. Algunes fraccions adoptaren una política reformista, altres desenvoluparen una tàctica d'oposició a la globalització capitalista buscant estrènyer llaços amb les masses marginades per l'anomenat capitalisme consumista i orientant-se en alguns casos cap al comunisme llibertari. Molts simpatitzants del marxisme en les dècades anteriors van donar suport a moviments socialdemòcrates a Europa i Amèrica Llatina.
A Cuba, si bé la revolució del 1959 fou conduïda per joves revolucionaris que no pertanyien al Partit Comunista, aquest es va anar convertint en força hegemònica en gran part a causa del bloqueig econòmic que establiren els Estats Units, el que portà a que l'economia del país es fes cada vegada més dependent de l'URSS. Caiguda aquesta, Cuba romangué com un solitari baluard del comunisme a Amèrica, tot i que acceptant la participació de capitals privats estrangers en la seva dèbil economia, centrada en el turisme.
Fins i tot a la República Popular de la Xina s'han desenvolupat profundes transformacions al voltant d'una internacionalització i un model econòmic que disten molt dels principis polítics que promulguen, a mig camí entre el capitalisme d'estat i el socialisme de mercat.
Vietnam i en menor mesura Laos van iniciar reformes en el mateix sentit que la Xina, mentre Corea del Nord s'ha destacat pel rebuig de reformes liberalitzadores i una defensa fèrria del patriotisme i l'economia socialista, tot i que últimament està adoptant mecanismes per permetre l'entrada de capital estranger.
A Rússia es fundà el Partit Comunista de la Federació Russa el 1993 a partir del Partit Comunista de la Unió Soviètica, que es va centrar en les característiques pròpies de Rússia, i en conseqüència va combinar el comunisme amb un fort patriotisme en els seus plantejaments. Ideològicament s'ha denominat nacional-bolxevisme la combinació de la lluita social anticapitalista amb el nacionalisme, tendència que des de la dècada del 1920 estigué present en cert mode en el PCUS. El nou PC de la Federació Russa obtingué més de l'40% de vots en la segona volta de les eleccions presidencials de 1996, el 24% en les legislatives de 1999 i el 19% en les legislatives del 2011 i del 2021.

## Comunisme marxista
Marx i Engels, de la mateixa manera que molts altres teòrics socialistes o comunistes, foren molt crítics amb el capitalisme, al qual acusaven d'explotar a una classe obrera que s'acabaria revoltant contra la classe dominant i destruint el sistema que aquests han creat.
El comunisme marxista proposà un sistema d'organització social, econòmica i política que es caracteritzava per la crítica a la propietat privada i l'aposta per la socialització dels mitjans de producció, canvi, transport i consum.
Els trets característics del comunisme marxista són:
- Ús del materialisme dialèctic com a principi filosòfic de superació de l'idealisme humanista i eina metodològica d'anàlisi de la realitat.
- Anàlisi materialista de la història (materialisme històric): el desenvolupament de les forces productives impulsa les diferents fases històriques que ha viscut l'home. En totes les fases hi ha uns actors bàsics (les classes) i una relació d'explotació que apareix a partir de l'aparició d'un excedent, i per la qual es desencadena la lluita de classes.
- L'anàlisi del capitalisme a partir de la teoria del valor-treball i el materialisme històric, segons la qual existeixen unes contradiccions estructurals al capitalisme que duran a la seva destrucció i superació per un sistema d'organització socialista.
- Consideració de l'Estat com a eina de repressió. El marxisme-leninisme considera que una vegada superada la fase capitalista i implanta un nou estat socialista, cosa que permetrà el manteniment en el poder de la classe treballadora serà la dictadura del proletariat, per assegurar-se que la burgesia no pugui tornar al poder i fer possible la desaparició de la societat de classes i amb ella, l'autodissolució tant de la societat de classes com de l'Estat per si mateix..

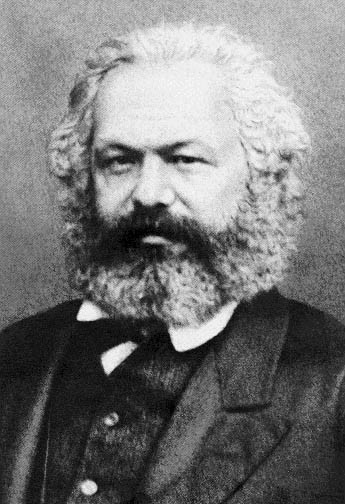
Karl Marx (1869)

En altres paraules, el seu objectiu és la substitució de la societat capitalista per una societat sense classes i sense Estat, on tothom hauria de gaudir dels mateixos drets i estatus econòmic, a partir d'una revolució i una dictadura del proletariat, per mitjà de la conquesta de l'Estat, arribant a una societat socialista que hauria de ser una etapa de transició cap a la societat comunista sense classes i sense Estat.
Al segle xx, diverses revolucions marxistes varen tenir èxit, i es van crear diversos Estats dirigits per partits comunistes (essent el més influent la Unió de Repúbliques Socialistes Soviètiques o URSS), principalment en països econòmicament endarrerits i en un context de fustigament imperialista.
Al cas de l'URSS, una primera etapa de lluita ideològica i d'èxit econòmic van permetre arribar a posicions capdavanteres del rànquing mundial, tant pel que fa a conquestes socials com a capacitat productiva. Però els anys 60 i 70 van conduir a un procés d'estancament econòmic i polític, culminat per un total enfonsament del sistema al final dels anys 80.
Durant la segona meitat del segle xx es va viure una tensió permanent entre els països capitalistes i socialistes (l'anomenada guerra freda). Al final de segle, juntament amb l'URSS, la majoria de règims socialistes, sobretot europeus, es van ensorrar, i aquests països van retornar al capitalisme. Avui en dia, la Xina és l'única gran potència formalment comunista, tot i que en la pràctica es pot considerar un capitalsime d'estat o un socialisme de mercat. Cuba, Vietnam i Corea del Nord són altres dels exemples més coneguts de països que encara segueixen una doctrina comunista, tot i que no segueixen un mateix model.
Sobre l'enfonsament del bloc comunista existeixen diverses interpretacions, segons el grau d'afinitat ideològica:
- Segons els sectors comunistes més ortodoxos, la causa de la caiguda ha estat el revisionisme, considerat un retrocés ideològic cap a tesis més liberals. Al cas de l'URSS, aquesta línia ideològica primer passa per una actitud crítica amb Stalin (Khrusxov), amb Lenin (Bréjnev), i finalment acabar prenent posicions properes a la socialdemocràcia (Gorbatxov). Tot això condueix, segons aquesta interpretació, a l'enfonsament ideològic i econòmic del socialisme, ja que marca el retrocés polític i econòmic dels Soviets, i la corrupció dels membres del partit, titllats com a "nova classe burgesa".
- Segons els trotskistes la dictadura del proletariat es va substituir per la dictadura del partit, aquesta per la del Comitè Central fins a arribar finalment a la del Secretari General. La novel·la 1984 de George Orwell exposa en certa manera la visió trotskista de la "degeneració" de l'URSS. Aquest corrent intern crític amb el poder establert a l'URSS va ser aprofitat puntualment per les potències capitalistes, per a debilitar al seu adversari geopolític.
- Els liberals consideren el comunisme com a sistema inviable a llarg termini i, per tant, condemnat al fracàs. Segons aquesta teoria, les traves que el socialisme posa a la iniciativa individual o grupal, així com la falta d'incentius i suposen un ús crònicament ineficient dels recursos. Políticament, opinen que la pèrdua del que consideren llibertats civils bàsiques duu necessàriament a la corrupció del poder.
- Alguns analistes historicistes consideren que el sistema soviètic no es va saber adaptar a les noves circumstàncies històriques, especialment al seu paper de gran potència i la diversificació de necessitats econòmiques, criticant així el que consideren una falta d'adequació de les estructures polítiques i econòmiques al seu context històric. Consideren, per tant, insuficients, tardanes o incorrectes les reformes impulsades pels successius caps d'estat.

### Marxisme-Leninisme

Lenin: El cert és que la veritat és sempre revolucionària

L'èxit de la Revolució Russa, l'any 1917, implantant el primer govern comunista del món, fou un fet decisiu a la història del segle xx. Pel que fa al marxisme, el va col·locar clarament en posició de lideratge a la lluita anticapitalista, i va llençar a primera plana la important tasca d'ampliació de la teoria marxista duta a terme des de la mort de Marx, destacant la del dirigent d'aquesta revolució: Vladímir Il·litx Lenin.
Lenin desenvolupa la teoria de l'organització comunista del proletariat que haurà de dirigir aquest per a la consecució dels seus objectius, sorgits de l'aplicació de les tesis marxistes a l'anàlisi de la realitat.
A més, l'URSS amb Lenin al capdavant del seu govern, impulsa la III Internacional, on les organitzacions revolucionàries d'arreu del món s'agruparen per plantejar i discutir els problemes que es troben en els diferents contextos per assolir aquests objectius, enfrontant-se directament amb les organitzacions que es mantenien a la II Internacional, les quals renunciaven de fet a la lluita per la transformació radical de la societat, optant per reformes negociades amb altres sectors polítics.

#### Estalinisme,trotskismeibukharinisme
La mort de Lenin el 1924, amb el projecte de l'Estat Soviètic tot just consolidant-se, va dur als membres més destacats de la revolució a una disputa pel lideratge ideològic i polític de l'URSS, per ocupar el lloc buit deixat per Lenin. Aquesta lluita es cristal·litzà en tres vessants sobre com continuar la tasca.
- Els partidaris de Ióssif Stalin, creien que era possible el socialisme a un sol país, però que calia consolidar-ho amb una forta lluita política interna.
- Els bukharinistes, o partidaris de Nikolai Bukharin, estaven convençuts de què una vegada iniciada la flama revolucionària, ja res podia aturar la seva força. Per tant, no era necessària una lluita interna amb els kulaks i kolkhosos.
- Els seguidors de Lev Trotski, consideraven necessària una revolució permanent, estenent l'exemple bolxevic a altres països i a l'enfrontament obert amb les potències capitalistes, ja que consideraven impossible la supervivència del socialisme només a l'URSS. Van ser expulsats del Partit, i posteriorment perseguits i reprimits pels seguidors de Stalin. Les idees de Trotski no moren sinó que reneixen i s'expandeixen en el moviment anomenat Quarta Internacional.

## Quarta Internacional
A França, Trotski i els seus simpatitzants, després de ser expulsat aquest de la Unió Soviètica a causa de les seves grans discrepàncies amb Stalin, van considerar que la tercera internacional havia quedat sotmesa a l'estalinisme i que seria incapaç de dur la classe treballadora al poder. En conseqüència van fundar la quarta Internacional (CI). A través de la seva història, la CI va ser perseguida tant pels governs capitalistes com per la Policia secreta Soviètica i els membres de la Tercera Internacional. Els seguidors de la Unió Soviètica i més tard els maoistes consideraren la CI i el trotskisme en general com un corrent contrarevolucionari.
La CI va sofrir una escissió en 1940 i una altra encara més important en 1953. A pesar de la reunificació parcial ocorreguda en 1963 cal dir que actualment són diverses les agrupacions trotskistes que es consideren en l'actualitat els continuadors de la CI.

## Maoisme
El Marxisme-Leninisme, pensament Mao Zedong, n'és una variant pròpia de l'extrem orient i originària de la Xina. La seva importància històrica prové de l'oposició al creixent comportament de l'URSS com a potència imperial després de la Segona Guerra Mundial i, especialment, els anys 60 i 70, que comportà la ruptura sinosoviètica.
Defensa fortament la no-ingerència d'uns països en els assumptes dels altres, així com una doctrina de comportament molt jerarquitzada, donant preponderància a l'entorn rural davant del proletariat urbà. Destaca que la lluita de classes continua durant tota la fase socialista, ja que sempre existeixen elements disposats a restaurar el sistema capitalista, especialment dins la mateixa cúpula del Partit Comunista. Sobre aquesta idea funda la Revolució Cultural (1966 - 1969).

## Altres corrents marxistes
Tot i que s'utilitzen les denominacions estalinista, trotskista o maoista, per designar diferents corrents del comunisme, el cert és que els únics que han aconseguit desenvolupar teories capaces de funcionar a la pràctica i evolucionar amb el pas del temps per poder ser utilitzades com a instruments de defensa i lluita per al proletariat, foren Marx i Engels amb el desenvolupament del materialisme dialèctic i històric, i Lenin amb el desenvolupament de la teoria del partit de la i per a la classe treballadora.
Per això, el grup majoritari de corrents marxistes no-leninistes foren els presents a la II Internacional, de caràcter clarament reformista, i qualificats com a socialdemòcrates. Aquest defensen la possibilitat de la reforma de l'Estat per la via pacífica, participant en els "sistemes parlamentaris burgesos". En la pràctica, aquest sector hauria renunciat al marxisme. En una situació similar es troben els corrents que es defineixen com a ecosocialistes.
- Comunisme de consells és un corrent proletària-revolucionària sorgida en l'àmbit de l'esquerra comunista germano-holandesa dels anys 1920-1930. El seu punt de diferenciació i ruptura amb la socialdemocràcia i el leninisme està en la crítica dels models tradicionals de partits i polítiques comunistes. La formulació primerenca de la teoria comunista-consellista va ser portada a terme per Anton Pannekoek i Otto Rühle, en el transcurs de la revolució alemanya. Un teòric de consells posterior i més jove però no menys important va ser Paul Mattick.
- Luxemburguisme es refereix al moviment marxista revolucionari creat per Rosa Luxemburg i Karl Liebknecht, conegut inicialment pel nom de Lliga Espartaquista, que es caracteritzava pel seu rebuig total de la guerra de 1914 i la seva defensa de la democràcia obrera enfront de la visió més autoritària del partit que atribuïen a Lenin. La frase de Karl Marx l'emancipació dels treballadors serà obra dels treballadors mateixos era el punt de partida de les seves idees.
- Marxisme autònom sorgit des de l'esquerra política i és en alguns casos part de les interpretacions del marxisme llibertari (principalment) i arriba a coincidir amb alguns postulats de l'anarquisme. Promou un desenvolupament democràtic i socialitzant del poder polític, la democràcia participativa, l'horitzontalitat i una constant adequació de les estratègies i tàctiques a les realitats concretes de cada espai. Es caracteritza per criticar i evitar l'avantguardisme i el burocratisme dels partits i els sindicats d'esquerra clàssics des d'un discurs anticapitalista i antiestatista.
- Freudomarxisme és un intent de síntesi entre la psicoanàlisi freudiana i el marxisme, sent els seus representants principals Wilhelm Reich i Herbert Marcuse. Posteriorment es donaran nous intents per conjugar les dues posicions especialment des de la dècada dels setanta.
- Situacionisme seria la denominació del pensament i la pràctica en la política i les arts inspirada per la Internacional Situacionista (1957 -1972), si bé el substantiu situacionisme sol ser rebutjat pels autors d'aquest. Aquest corrent, el plantejament central és la creació de situacions, va emergir a causa d'una convergència de plantejaments del marxisme i de l'avant-garde com la Internacional Lletrista i el Moviment Internacional per una Bauhaus Imaginista (MIBI). El 1968 el moviment va proposar el comunisme consellista com a ordre social ideal.
- Neomarxisme va ser una escola del segle xx que es remunta als primers escrits de Karl Marx abans de la influència d'Engels, que es va enfocar a l'idealisme dialèctic més que en el materialisme dialèctic, rebutjant així el determinisme econòmic percebut en Marx més endavant, preferint enfocar-se en una revolució psicològica, més cultural que política. Molts neomarxistes com Herbert Marcuse van ser sociòlegs i psicòlegs. Estava lligat als moviments estudiantils dels 60. El neomarxisme és també utilitzat sovint per a descriure l'oposició a desigualtats experimentades per països en vies de desenvolupament en el nou ordre econòmic internacional. En un sentit social, el neomarxisme afegeix l'enteniment més ampli de Max Weber sobre la desigualtat social, en conceptes com ara l'estatus i el poder, a la filosofia marxista.
- Escola de Frankfurt és el nom amb el qual és coneguda la tendència filosòfica representada per un conjunt de pensadors alemanys agrupats entorn de l'Institut für Sozialforschung de Frankfurt, creat el 1922 a la Universitat de Frankfurt del Main. El projecte de l'Institut consistia a renovar la teoria marxista de l'època, posant l'accent en el desenvolupament interdisciplinari i en la reflexió filosòfica sobre la pràctica científica, i va agrupar estudiosos d'altra banda molt diferents. Va ser la primera institució acadèmica d'Alemanya que va abraçar obertament el marxisme; es va traslladar a l'exili americà durant el règim nazi, per a tornar a Frankfurt després de la victòria aliada. Encara que l'Institut continua actiu avui sota la direcció de Axel Honneth, habitualment es considera Jürgen Habermas l'últim membre de l'Escola de Frankfurt pròpiament dita.

## Estats amb règims socialistes
Després de la creació de l'URSS, revolucions que s'autoanomenaven socialistes dirigides per partits comunistes tingueren lloc a altres llocs durant el segle xx. Eren estats on es van arribar a implantar règims que s'inspiraven en el comunisme marxista:
- A l'Europa de l'Est Polònia, Txecoslovàquia, Hongria, Bulgària, Romania, l'Alemanya Oriental, Iugoslàvia i Albània
- A l'Àsia Mongòlia, Xina, Corea del Nord, Vietnam, Cambotja, Laos, l'Afganistan i Iemen del Sud
- A l'Àfrica Angola, Moçambic, Zimbàbue i Etiòpia.[2]
- A Amèrica Cuba, Nicaragua i Grenada

## Comunisme marxista als Països Catalans
- Bloc Obrer i Camperol, fundat el 1930 a Barcelona com a resultat de la fusió del Partit Comunista Català (PCC) i la Federació Comunista Catalanobalear (FCCB). També incorporà militants valencians de la Federació Comunista de Levante (FCL), desaparegué l'any 1936, la majoria dels seus membres s'uniren al POUM amb l'Esquerra Comunista d'Andreu Nin i una part passà a integrar-se al PCE.
- Partit Obrer d'Unificació Marxista (POUM) va ser un partit marxista espanyol fundat en 1935 a partir de la unificació de l'Esquerra Comunista d'Espanya (ICE) amb el Bloc Obrer i Camperol. Autodefinit com a marxista revolucionari en oposició a l'estalinisme, va ser pròxim en certa manera a les diferents posicions que des de dins el moviment comunista internacional es distanciaren de les polítiques plantejades per Stalin, tant a dins la III Internacional com dins l'URSS. La seva implantació fou destacada sobretot a Catalunya i al País Valencià.
- Partit Socialista Unificat de Catalunya (PSUC). Va ser fundat el 23 de juliol de 1936, just després de l'esclat de la Guerra Civil com a resultat de la fusió de la Unió Socialista de Catalunya, del Partit Comunista de Catalunya, el Partit Català Proletari i la Federació Catalana del PSOE. dirigit per Joan Comorera participà en els governs de Companys durant la guerra. Més tard liderà i protagonitzà una part considerable de l'oposició democràtica al franquisme durant els anys de la dictadura, amb dirigents com Rafael Vidiella, Josep Serradell, Miguel Núñez, Pere Ardiaca, Margarida Abril, Gregorio López Raimundo, i Antoni Gutiérrez Díaz. La seva major incidència fou a la fase final del franquisme i en les eleccions al Parlament de Catalunya de 1980, on fou tercera força amb uns 600.000 vots, el 18,77%, obtenint 25 escons, suport electoral que baixaria posteriorment. En foren membres bona part dels intel·lectuals d'esquerres del Principat durant els anys 60 i 70. A partir dels anys 80 en serien dirigents també Francesc Frutos i Rafael Ribó. Després de diverses crisis el PSUC anà reduint la seva presència en favor de la coalició d'esquerres Iniciativa per Catalunya. Es dissolgué l'any 1997.
- Partit del Treball de Catalunya sorgit del grup Unitat, escindit del PSUC, i el PCE(i), fou actiu als anys 70 i va tenir implantació en determinats sectors del moviment obrer, a les Comissions Obreres i posteriorment a la CSUT, i en moviments juvenils de barris i ensenyament, a través de la seva organització juvenil Jove Guàrdia Roja. L'any 1975 va adoptar la denominació de Partit del Treball d'Espanya (PTE), amb una organització interna federal que, a Catalunya, tenia com a referent el Partit del Treball de Catalunya, que era l'organització territorial més important. Es va dissoldre l'any 1980.
- Moviment Comunista de Catalunya (MCC), amb organitzacions germanes al País Valencià (MCPV) i a les Illes (MCI), que va ser la secció catalana del Moviment Comunista, dirigit per Empar Pineda i Ignasi Àlvarez. Des de 1974 participà en l'Assemblea de Catalunya, i va tenir un cert pes específic dins Comissions Obreres. El 1991 es va unir a la Lliga Comunista Revolucionària i crearen el grup Revolta a Catalunya, i Izquierda Alternativa a nivell de l'estat.
- Lliga Comunista Revolucionària, de tendència trotskista, fundada el 1971 i sorgida del grup català Comunismo i militants del Frente de Liberación Popular i del Front Obrer de Catalunya. Tingué major implantació a Catalunya que al País Valencià i les Illes. El 1973 es fusionà amb ETA-VI Assemblea, escissió de l'organització basca Euskadi Ta Askatasuna. Fou l'homòloga de la LCR francesa. El 1991 es va unir al Moviment Comunista de Catalunya i crearen el grup Revolta a Catalunya, i Izquierda Alternativa a nivell de l'estat.
- OC-Bandera Roja, sorgit d'una escissió del PSUC de l'any 1968 d'inspiració maoista, el 1973 passà a ser d'àmbit estatal. Activa als anys 70, reintegrada al PSUC i PCE a la fi dels anys 80.
- Partit dels Comunistes de Catalunya (PCC), fundat el 1982, com escissió del PSUC i oposat a l'eurocomunisme. Dirigit per Pere Ardiaca, Celestino Sánchez i Marià Pere. Juntament amb altres organitzacions d'esquerra com el PSUC-Viu integraren posteriorment Esquerra Unida i Alternativa i participen en el moviment obrer a Comissions Obreres i en el moviment estudiantil (AEP).
- El PSUC-viu fundat el 1997 a partir d'una escissió del PSUC contrària a la dissolució d'aquest partit
- Al País Valencià, la primera organització comunista fou la Federació Comunista de Levante, creada l'any 1923, integrada per personalitats com Julián Gorkin, Hilari Arlandis, González Canet i Rafael Millà que en fundar-se el PCE passà esdevenir-ne la federació valenciana, si bé una part dels seus integrants s'escindiren per integrar-se al Bloc Obrer i Camperol. Sota el franquisme existí entre 1954 i mitjan anys 60 el Front Marxista Valencià, també d'inspiració comunista.
- El 1976, els comunistes valencians integrats al PCE fundaren el Partit Comunista del País Valencià (PCPV) essent des d'aleshores la major formació que es reivindica amb aquesta definició. Les seves joventuts són la Joventut Comunista del País Valencià. En les eleccions municipals de 1979 obtingué el major suport amb 249.412 vots, el 14,47% i fou tercera força. Actualment es troba integrat a Esquerra Unida del País Valencià.
- A les Illes Balears, la major formació que es defineix com a comunista és el Partit Comunista de les Illes Balears (PCIB), constituït el 1977, com a partit federat del Partit Comunista d'Espanya (PCE) i integrat a Esquerra Unida de les Illes Balears.
- A la Catalunya Nord el principal partit de tradició comunista ha estat el PCF, on s'organitza en una federació nord-catalana. Tingué una implantació i incidència important en alguns períodes del segle xx, sobretot a les comarques de muntanya, i en foren membres intel·lectuals del país. Tingué un paper important en la resistència contra l'ocupació de l'Alemanya nazi durant la segona Guerra Mundial. Actualment hi obté prop d'un 11% dels vots a les cantonals, i ostenta algunes alcaldies com les de les localitats d'Elna o de Cabestany. Altres formacions com la LCR o Lutte Ouvrière hi han tingut implantació menor.
- Partit Socialista d'Alliberament Nacional dels Països Catalans (PSAN) és un partit independentista d'inspiració comunista. Va ser creat l'any 1968 a conseqüència d'una escissió del sector més esquerrà del Front Nacional de Catalunya com a partit independentista i revolucionari català d'orientació marxista. Inicialment només tingué implantació al Principat, però posteriorment també a la Catalunya Nord (setembre de 1971), al País Valencià (juliol de 1974) i a les Illes (febrer de 1976). Fou actiu fins a la fi dels anys 80. Es dissolgué l'any 2016.
- En l'esquerra independentista actual als Països Catalans, diferents organitzacions i partits com Endavant, Organització socialista d'Alliberament Nacional, i Poble Lliure, sorgides de la tradició del PSAN, reivindiquen el marxisme i una inspiració comunista.

## Comunisme no-marxista
Essent estrictes, qualsevol sistema on la sobirania no sigui individual compliria els criteris del comunisme, ja que la propietat és en última instància del col·lectiu, tenint l'individu un dret d'usdefruit. Però descartada aquesta identificació, cal destacar dos corrents comunistes no-marxistes:
- Socialistes no-marxistes, en sentit genuí. Proposen la total gestió dels mitjans de producció per l'Estat, però no comparteixen gran part de la ideologia marxista (com per exemple, la dictadura del proletariat).
- Corrents anarquitzants, que refusen una conquesta de l'Estat, i proposen la seva destrucció. Dins d'aquest grup, hi trobaríem l'anarquisme comunista i el comunisme llibertari o comunisme lliure. És una ideologia política relacionada amb el socialisme llibertari, però que no s'hauria de confondre amb aquest. El comunisme llibertari és una branca concreta del socialisme llibertari.